# Eli Cohen (politician)
Eli Cohen  (în ebraică:אלי כהן , n. 3 octombrie 1972, Holon, Israel) este un om politic israelian , ministrul de externe al Israelului⁠(d) între decembrie 2022 - decembrie 2022 în al șaselea guvern Netanyahu, deputat în Knesset, în trecut, din partea partidului Kulanu⁠(d) (condus de Moshe Kahlon⁠(d)) și apoi din 2019 - din partea partidului conservator Likud.
După un an, potrivit acordului de coaliție, din data de 1 ianuarie 2023, el a predat portofoliul externelor lui Israel Katz și a devenit pentru doi ani ministrul energiei și infrastructurii. În trecut a mai îndeplinit funcții ministeriale: ministru al economiei și industriei, ministru al informațiilor și membru al cabinetului politic și de apărare, a fost președinte al Comisiei parlamentare pentru reforme. Cohen este de profesie contabil și a lucrat, în trecut, în funcții de răspundere în sectorul particular. 

## Biografie
Eli Cohen s-a născut în 1972 și a crescut în cartierul Tel Ghiborim din orașul Holon, ca unic fiu al lui David Cohen, comerciant de articole textile, și Shoshana, contabilă, originari din Maroc. Tatăl său a murit la 43 ani, când Cohen a avut 21 ani. Cohen a făcut serviciul militar în Aviația militară israeliană și l-a terminat cu gradul de maior. În timpul serviciului militar a studiat pentru licența în contabilitate la Universitatea Tel Aviv. Ulterior a terminat și licența în administrație și economie la Universitatea Deschisă și masteratul în afaceri, ramura finanțare și contabilitate, la Universitatea Tel Aviv.  Mai târziu a fost lector la Universitatea Tel Aviv în domeniul administratiei, finanțării și contabilității. 
În 2000 s-a alăturat în anul 2000 companiei Ziv Haft BDO. Dupa terminarea serviciului militar a lucrat în contabilitate la compania Maalot S&P de notație financiară.
În 2007 a fost numit director al trustului Hakhsharat Haishuv

### Activitatea politică
Debutul în politică l-a făcut la filiala partidului Likud din orașul natal. În 2015 s-a alăturat partidului liberal Kulanu întemeiat de Moshe Kakhlon și a fost ales ca deputat în Knesset. În iulie a fost numit președinte al Comisiei parlamentare pentru reforme. 
În cadrul acestei functii a contribuit la adoptarea unei reforme a băncilor, a reformei Institutului de norme, la întemeierea Oficiului pentru capital, a Autorității guvernamentale pentru reînoire urbană, la adoptarea unui amendament la Legea planificării si construcției (legea Sheves Kahlon), a legii fondurilor REIT pentru stimularea înființării de fonduri de bunuri imobiliare etc
A avansat numeroase propuneri de legi, ca de pildă, pentru introducerea pensiei obligatorii pentru lucrătorii privați, proiectul de lege pentru creșterea reducerii de preț pentru cei cu drept la locuință publică, proiectul de lege pentru construirea de locuințe mici de trei camere, proiectul de lege pentru divizarea locuințelor
În anii 2015,2016, 2017 și 2018 a fost ales de jurnalul economic „The Marker” ca unul din cele O sută de persoane cu cea mai mare influență asupra economiei israeliene. În 2016, 2018, 2019  a fost ales și de ziarul Maariv ca unul din cele 100 persoane cu influență scupra economiei Israelului.
În anul 2016 a fost ales ca Omul anului din Israel in domeniul imobiliar.   
În mai 2020 Cohen a fost numit ministru al Informațiilor
În această calitate, in ianuarie 2021,  în fruntea unei delegații de cadre din serviciile de informații și Consiliul de apărare națională, Cohen a fost cel dintâi ministru israelian care a efectuat o vizită oficială în Sudan, fiind primit de președintele Abdel Fattah al-Burhan.

În calitatea de ministru de externe al Israelului între decembrie 2022-decembrie 2023, Eli Cohen a întreprins eforturi și numeroase călătorii pentru a
consolida relațiile dintre Israel și state din lumea arabă, Europa, inclusiv Ucraina, Asia și America. 
În august 2023 a fost foarte criticat pentru a fi dezvaluit in public intalnirea pe care a avut-o la Roma cu ministra libiană de externe, Najla el Mangus, care în urma acestui fapt, a fost dezavuată de guvernul ei, a fost nevoită să demisioneze și, pentru a-și proteja viața, a trebuit să părăsească Libia și să plece în Turcia.

## Viata privată
Cohen este căsătorit cu Anat, profesoară la o școală elementară. Perechea are patru copii și locuiește la Holon.